# Lijst van voetbalinterlands Brazilië - Peru (vrouwen)
Deze lijst van voetbalinterlands is een overzicht van alle officiële voetbalinterlands tussen de nationale vrouwenteams van Brazilië en Peru. De landen hebben tot nu toe vier keer tegen elkaar gespeeld.

## Wedstrijden
| № | Plaats        | Datum            | Competitie                 | Wedstrijd       | Uitslag |
| - | ------------- | ---------------- | -------------------------- | --------------- | ------- |
| 1 | Mar del Plata | 2 maart 1998     | Sudamericano Femenino 1998 | Brazilië − Peru | 15 − 0  |
| 2 | Lima          | 25 april 2003    | Sudamericano Femenino 2003 | Brazilië − Peru | 3 − 0   |
| 3 | Mar del Plata | 13 november 2006 | Sudamericano Femenino 2006 | Peru − Brazilië | 0 − 2   |
| 4 | Cali          | 21 juli 2022     | Copa América 2022          | Brazilië − Peru | 6 − 0   |

## Samenvatting
| Competitie                           | Totaal gespeeld | Winst Brazilië | Gelijk | Winst Paraguay | Doelsaldo Brazilië – Paraguay |
| ------------------------------------ | --------------- | -------------- | ------ | -------------- | ----------------------------- |
| Sudamericano Femenino / Copa América | 4               | 4              | 0      | 0              | 26 − 0                        |
| Totaal                               | 4               | 4              | 0      | 0              | 26 − 0                        |